# Vrbka (okres Kroměříž)
Obec Vrbka se nachází v okrese Kroměříž ve Zlínském kraji. Žije zde 193 obyvatel.

## Historie
První písemná zmínka o obci pochází z roku 1464. Vznik obce Vrbka sahá do 14. století a vždy byl spojen s kácením a mýcením lesů.

## Obyvatelstvo

### Struktura
Vývoj počtu obyvatel za celou obec i za jeho jednotlivé části uvádí tabulka níže, ve které se zobrazuje i příslušnost jednotlivých částí k obci či následné odtržení.
| Místní části   | Místní části | 1869 | 1880 | 1890 | 1900 | 1910 | 1921 | 1930 | 1950 | 1961 | 1970 | 1980 | 1991 | 2001 | 2011 |
| -------------- | ------------ | ---- | ---- | ---- | ---- | ---- | ---- | ---- | ---- | ---- | ---- | ---- | ---- | ---- | ---- |
| Počet obyvatel | část Vrbka   | 334  | 353  | 302  | 306  | 314  | 307  | 332  | 243  | 276  | 283  | 255  | 203  | 206  | 208  |
| Počet domů     | část Vrbka   | 49   | 51   | 54   | 57   | 59   | 59   | 67   | 70   | 70   | 69   | 68   | 74   | 78   | 80   |

## Pamětihodnosti
- Kamenný krucifix z roku 1820, situovaný u silnice ve východní části obce. Na odstupňovaném podstavci s prostou výzdobou a datací je situován kříž s kamenným korpusem Ukřižovaného.

## Galerie

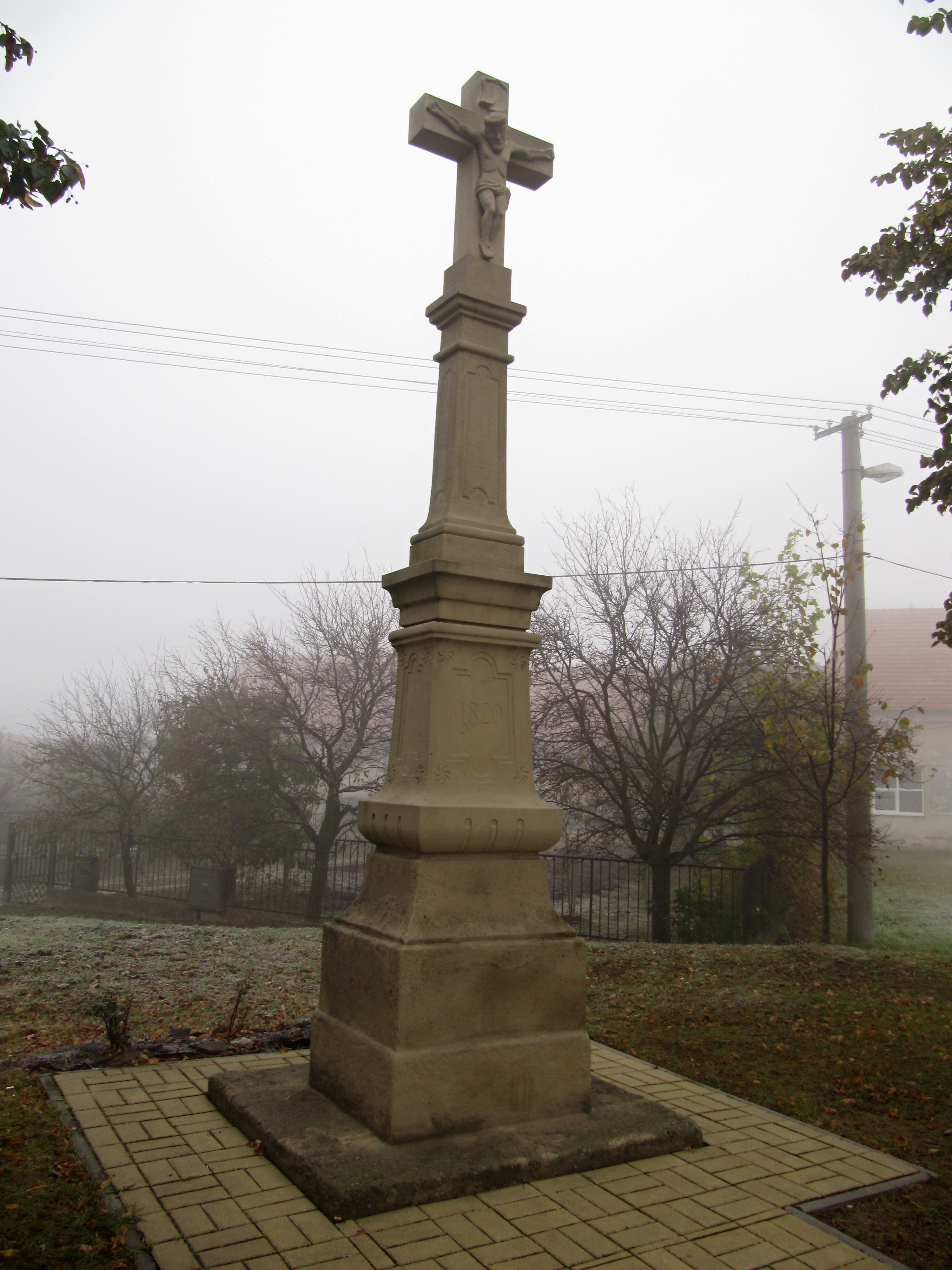
Kříž
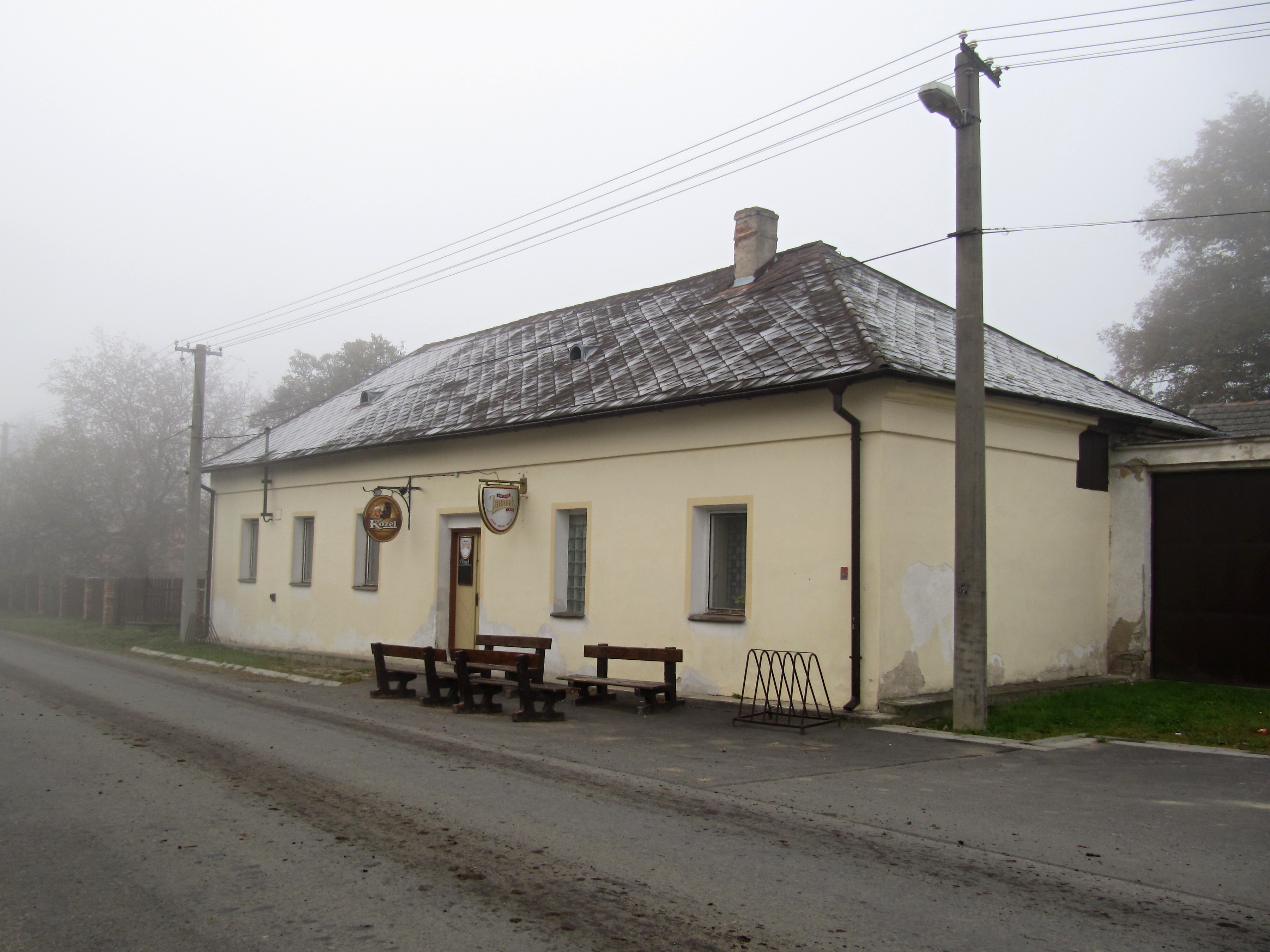
Hospoda
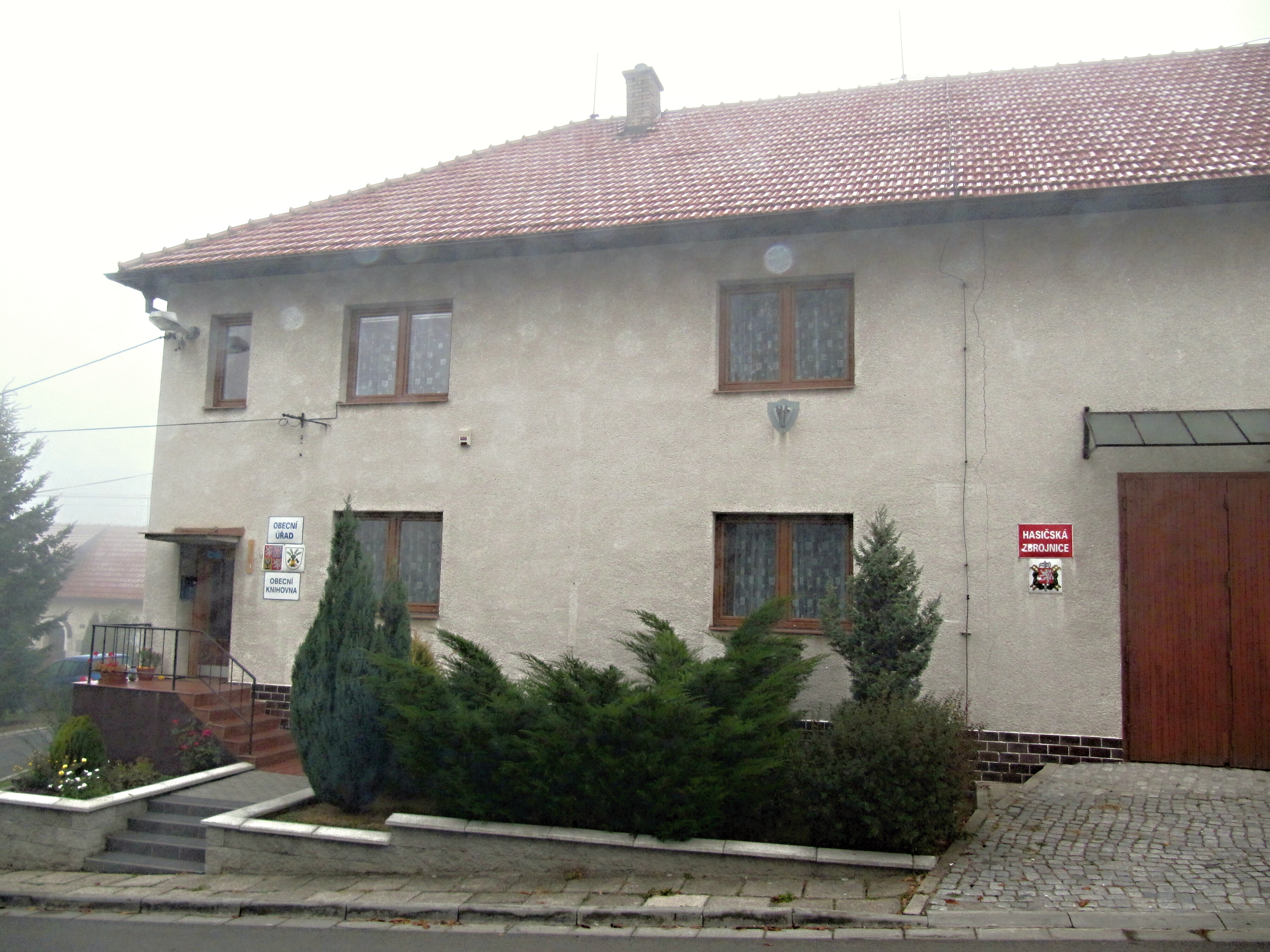
Obecní úřad